# Giorgio Perlasca
Giorgio Perlasca (Como, 31 gennaio 1910 – Padova, 15 agosto 1992) è stato un commerciante italiano che nell'inverno del 1944, nel corso della seconda guerra mondiale, fingendosi console generale spagnolo, salvò la vita di oltre cinquemila ebrei ungheresi, strappandoli alla deportazione nazista e alla Shoah.

## Biografia

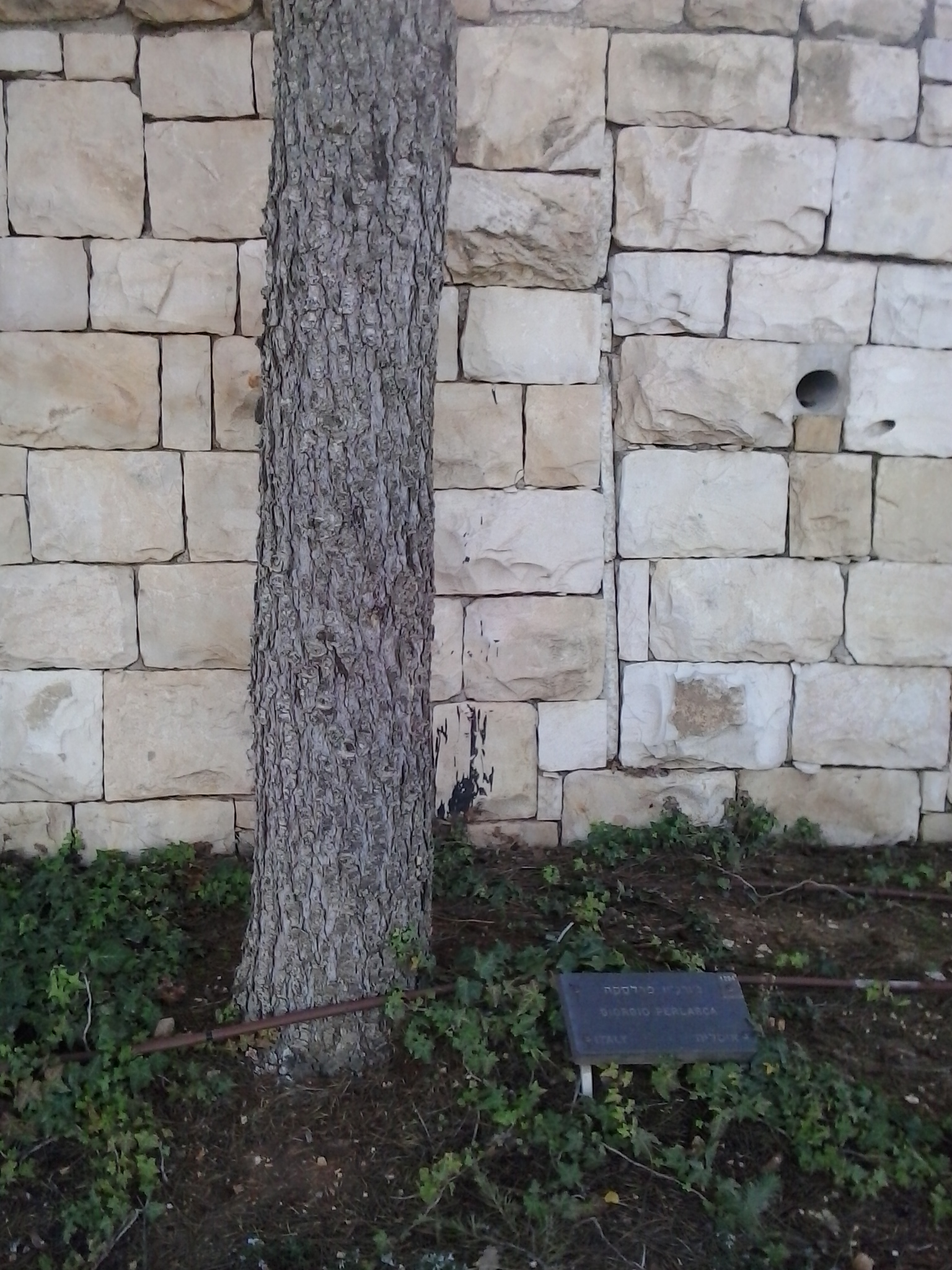
La stele e l'albero dedicati a Perlasca al Memoriale Yad Vashem di Gerusalemme

Giorgio era figlio di Teresa Sartorelli e di Carlo Perlasca.
Quando era ancora bambino, il padre, per motivi di lavoro, trasferì la famiglia a Maserà, in provincia di Padova.

### Anni 1930, le esperienze militari
In gioventù aderì al Partito Nazionale Fascista e nel 1930 si arruolò nelle Camicie nere. Nel 1936 prese parte come volontario alla guerra d'Etiopia con la divisione "28 ottobre" della Milizia e nel 1937 alla guerra civile di Spagna, nel Corpo Truppe Volontarie, a fianco dei nazionalisti del generale Francisco Franco, dove rimase come artigliere fino al termine del conflitto, nel maggio 1939, quand'era ventinovenne. In questi anni, avendo il ruolo di comunicare ordini tra settori differenti dell'esercito, apprese lingua e cultura spagnole.
Rientrato in Italia, iniziò ad allontanarsi dal fascismo, in particolare non condividendo la promulgazione delle leggi razziali e l'alleanza con la Germania siglata quell'anno.
Nel 1939 fu richiamato al 20º reggimento di artiglieria di Padova nelle vesti di sergente maggiore per l'istruzione teorica e storica. Nel novembre successivo chiese e ottenne finalmente una licenza militare indeterminata. Decise quindi di lasciare l'Italia, occupandosi di attività commerciali.

### Anni 1940, il lavoro nei Balcani e l'opera a Budapest

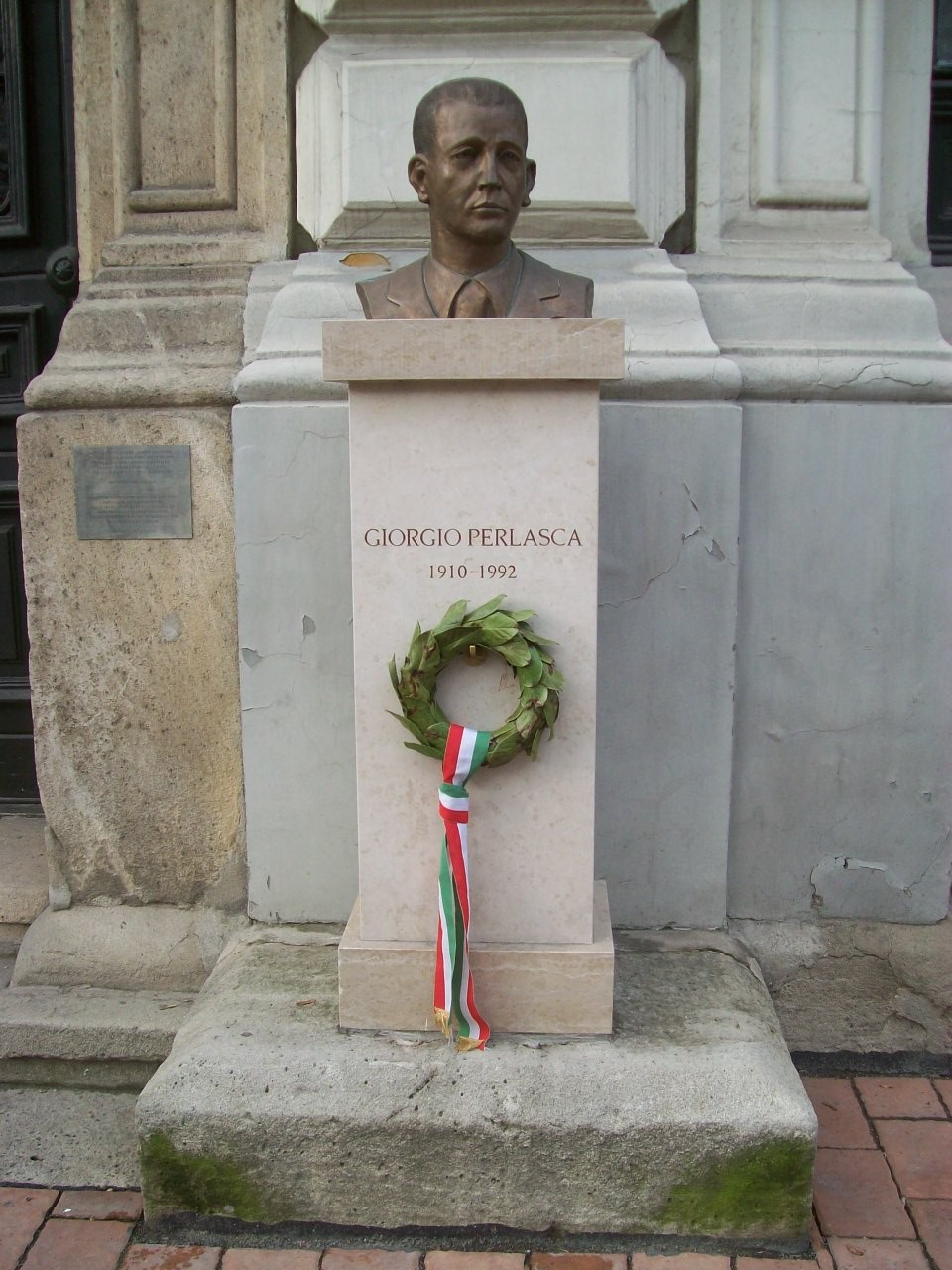
Busto dedicato a Giorgio Perlasca situato all'entrata dell'istituto di cultura italiano a Budapest

Nel 1940, Perlasca si sposò con Romilda Del Pin in Italia, e già l'anno successivo si trovò a lavorare prima in Croazia, Serbia e Romania e, dal 1942, in Ungheria a Budapest, in qualità di agente venditore per una ditta di Trieste, la SAIB (Società Anonima Importazione Bovini). L'azienda si occupava del commercio di carni vive e lavorate, ed era perciò una attività di interesse nazionale, il che permise a Perlasca di non essere coinvolto in prima persona negli eventi bellici e di svolgere attività commerciale internazionale con permesso diplomatico italiano.
Il giorno dell'armistizio tra l'Italia e gli Alleati (8 settembre 1943), Perlasca si trovava ancora nella capitale ungherese e, prestando fedeltà al giuramento fatto al Regno d'Italia, rifiutò di aderire alla Repubblica Sociale Italiana di Mussolini. Per questo motivo si trovò a essere ricercato dai tedeschi. Dopo un'iniziale fuga, si consegnò, fu arrestato e rinchiuso in un luogo di internamento per funzionari politici e diplomatici. Successivamente, però, fuggì sfruttando un finto permesso medico e cercò rifugio presso l'ambasciata spagnola, con l'intenzione iniziale di tornare in Italia per mezzo dell'intercessione diplomatica.
Grazie a un documento che portava con sé, che attestava la partecipazione alla guerra civile spagnola e che gli garantiva assistenza diplomatica, ottenne dall'ambasciata e dal competente ministero spagnolo i documenti per la concessione della cittadinanza e il passaporto, intitolato a «Jorge Perlasca», rinunciando forzosamente a quella italiana. Perlasca si offrì di lavorare per la legazione e, anche grazie alla conoscenza di varie lingue (fra le quali lo spagnolo, il tedesco, il francese e un po' di ungherese), fu incaricato dall'ambasciatore Ángel Sanz Briz di occuparsi della gestione degli ebrei che si rivolgevano alla legazione spagnola, per mezzo del rilascio di salvacondotti gratuiti che attestavano una fittizia discendenza spagnola. Ciò in virtù di una legge del 1924 che permetteva agli ebrei sefarditi di richiedere la cittadinanza spagnola, e un accordo col governo ungherese che limitava però a 300 il numero di persone che l'ambasciata avrebbe potuto gestire. Le persone erano ospitate in «case protette», che successivamente Perlasca aumentò di numero, e che erano soggette a extraterritorialità in virtù della copertura diplomatica. Tale operazione era stata iniziata dalla legazione spagnola similarmente alle ambasciate degli altri paesi neutrali (Svezia, Svizzera, Vaticano e Portogallo), nonché con una iniziale tolleranza del governo ungherese.
Quando, nel novembre 1944, l'ambasciatore Sanz Briz, per ordine delle autorità spagnole, lasciò nottetempo Budapest e l'Ungheria per non riconoscere il governo filonazista ungherese, Perlasca decise di restare, e si spacciò per il legale sostituto del console, all'insaputa dello stesso, redigendo di proprio pugno la nomina a diplomatico, con timbri e carta diplomatica, con la sola assistenza dei due funzionari ebrei rimasti nella legazione, l'avvocato Farkas e la segretaria Tournè. Da quel momento Perlasca si trovò a condurre autonomamente l'intera gestione e organizzazione della sopravvivenza di migliaia di ebrei, nascosti negli uffici della legazione, nella villa dell'ambasciata e nelle case protette vicino al fiume, sfruttando il timbro-firma dell'ambasciatore e, nella fase finale, anche la propria firma. Tra il 1º dicembre 1944 e il 16 gennaio 1945, Perlasca rilasciò migliaia di finti salvacondotti che conferivano la cittadinanza spagnola a chiunque si rivolgesse alla legazione, arrivando a strappare letteralmente dalle mani delle Croci Frecciate i deportati ebrei sui binari delle stazioni ferroviarie. Fra le persone salvate, vi fu anche la scrittrice Eva Lang. Perlasca curò personalmente l'organizzazione e l'approvvigionamento dei viveri, recandosi ogni giorno presso le abitazioni e utilizzando gli scarsi fondi dell'ambasciata, poi i propri, e quindi studiando e applicando un equo sistema di autotassazione dei rifugiati, basato sugli averi di ciascuno. Grazie all'opera di Perlasca, oltre 5 000 ebrei furono direttamente salvati dalla deportazione.
Durante la sua azione, Perlasca sventò inoltre l'incendio e lo sterminio nel ghetto di Budapest con 60 000 ebrei ungheresi, intimando direttamente al ministro degli interni ungherese Gábor Vajna una fittizia ritorsione legale ed economica spagnola verso i «circa 3000 cittadini ungheresi» - in realtà poche decine - dichiarati da Perlasca come residenti in Spagna, assicurando che avrebbe fatto pressione per ottenere lo stesso trattamento da parte di altri due governi latinoamericani. Tale salvataggio era stato generalmente attribuito a Raoul Wallenberg, in seguito alle dichiarazioni di Pál Szalai che, processato per crimini di guerra, affermò di averne concordato i termini personalmente con lo svedese; tuttavia Wallenberg era già morto quando Szalai fece tali dichiarazioni, poi smentite da Perlasca e spiegate nella volontà di Szalai di costruirsi la propria innocenza dai crimini di cui era imputato.
Dopo l'entrata a Budapest dell'Armata Rossa, Perlasca dovette abbandonare il suo ruolo di diplomatico spagnolo, in quanto il governo iberico era filofascista e le truppe di liberazione comuniste. Perciò, dopo aver bruciato i documenti che potevano identificare gli ebrei salvati e aver dato mandato alla legazione svedese di occuparsi degli interessi di quella spagnola, si consegnò ai sovietici. L'avvocato Farkas, colto dal panico generato dal rude accesso delle truppe russe, fuggì sui tetti e, scivolando, morì tragicamente in questa circostanza.

### Dopoguerra
Riuscito a tornare nell'agosto 1945 in Italia via Istanbul, redasse e consegnò ancora nel giugno del 1945 a Istanbul un primo promemoria al consolato generale spagnolo in Turchia, per evitare eventuali imputazioni dal governo spagnolo e poi, tornato in Italia, un dettagliato memoriale in tre copie sulle attività svolte, che consegnò all'ambasciata spagnola e al governo italiano, tenendo una copia per sé. Scrisse anche a Sanz Briz, l'ambasciatore che aveva sostituito a Budapest, il quale lo avvertì mestamente di non aspettarsi alcun riconoscimento per l'opera svolta. Scrisse anche ad Alcide De Gasperi, che non rispose.
Non raccontò la propria vicenda in modo pubblico e nemmeno, nei dettagli, alla propria famiglia, ma si rivolse piuttosto a chi reputava essere il corretto destinatario diplomatico e istituzionale del suo memoriale. I pochi organismi a cui comunicò la vicenda, però, lo ignorarono per ragioni diplomatiche, politiche o per scarsa attenzione. Anche lo storico ebreo Jenő Lévai, che pur già nel 1946 gli chiese una copia del memoriale e contribuì poi a comunicare il suo nome, omise di raccontarne la vicenda nel suo Libro nero, presumibilmente per ragioni politiche. Soltanto nel 1961, in occasione del clamore mediatico intorno al processo Eichmann, sul Resto del Carlino del 12 giugno apparve un primo articolo di Giuseppe Cerato che raccontava la sua vicenda, senza però avere risonanza; stessa sorte ebbe un articolo alla fine degli anni 1960 su La Stampa, firmato da Furio Colombo.
La famiglia seppe del memoriale da lui redatto solo a seguito dell'ictus di cui fu vittima nel 1980, quando decise di comunicarne l'esistenza ai parenti più stretti, per poi però continuare a custodirlo senza comunicarne in dettaglio i contenuti una volta ripresosi. Ne conobbero i contenuti solo nel 1987, quando la vicenda divenne pubblica.

### Riconoscimento internazionale

Perlasca con il presidente della Repubblica Francesco Cossiga il 30 giugno 1990

Nel 1987 alcune donne ebree ungheresi residenti in Israele rintracciarono finalmente Perlasca (reputato da molti un cittadino spagnolo di nome Jorge, vista l'identità che aveva assunto) e divulgarono la sua storia di coraggio e solidarietà.
Ancora in vita, Perlasca ricevette per la sua opera numerose medaglie e riconoscimenti. Il 23 settembre 1989 fu insignito da Israele del riconoscimento di Giusto tra le Nazioni. Al museo Yad Vashem di Gerusalemme, nel vialetto dietro al memoriale dei bambini è stato piantato un albero a lui intitolato. Anche a Budapest, nel cortile della sinagoga, il nome di Perlasca appare in una lapide che riporta l'elenco dei Giusti. Solo il 23 settembre 1991, ricevette ufficiale riconoscimento dalla Spagna, che gli concesse il titolo di Comendador de la Real Orden de Isabel la Católica, consegnatogli dall'ambasciata spagnola a Roma su decreto del re Juan Carlos.
Nel 1990 la vicenda acquisì finalmente notorietà anche in Italia, grazie ai giornalisti Enrico Deaglio (che scrisse su di lui il libro La banalità del bene) e Giovanni Minoli, che accettò la proposta di Deaglio di realizzare un'inchiesta su Perlasca, dedicandogli ampio spazio nella trasmissione televisiva Mixer. Il 2 giugno 1990, il presidente della Repubblica Francesco Cossiga lo ricevette al Quirinale e gli comunicò la decisione del governo di concedergli la pensione vitalizia della legge Bacchelli, che Perlasca decise di declinare. Nell'ottobre 1991 fu insignito dell'onorificenza di Grande Ufficiale al merito della Repubblica italiana. L'ultima onorificenza conferitagli fu la Medaglia d'oro al Valor Civile, il 25 giugno 1992, ritirata poi dalla moglie Nerina solo il 6 settembre successivo.

Perlasca morì nell'agosto 1992 a Padova, all'età di 82 anni, per un attacco di cuore. È sepolto a Maserà di Padova.

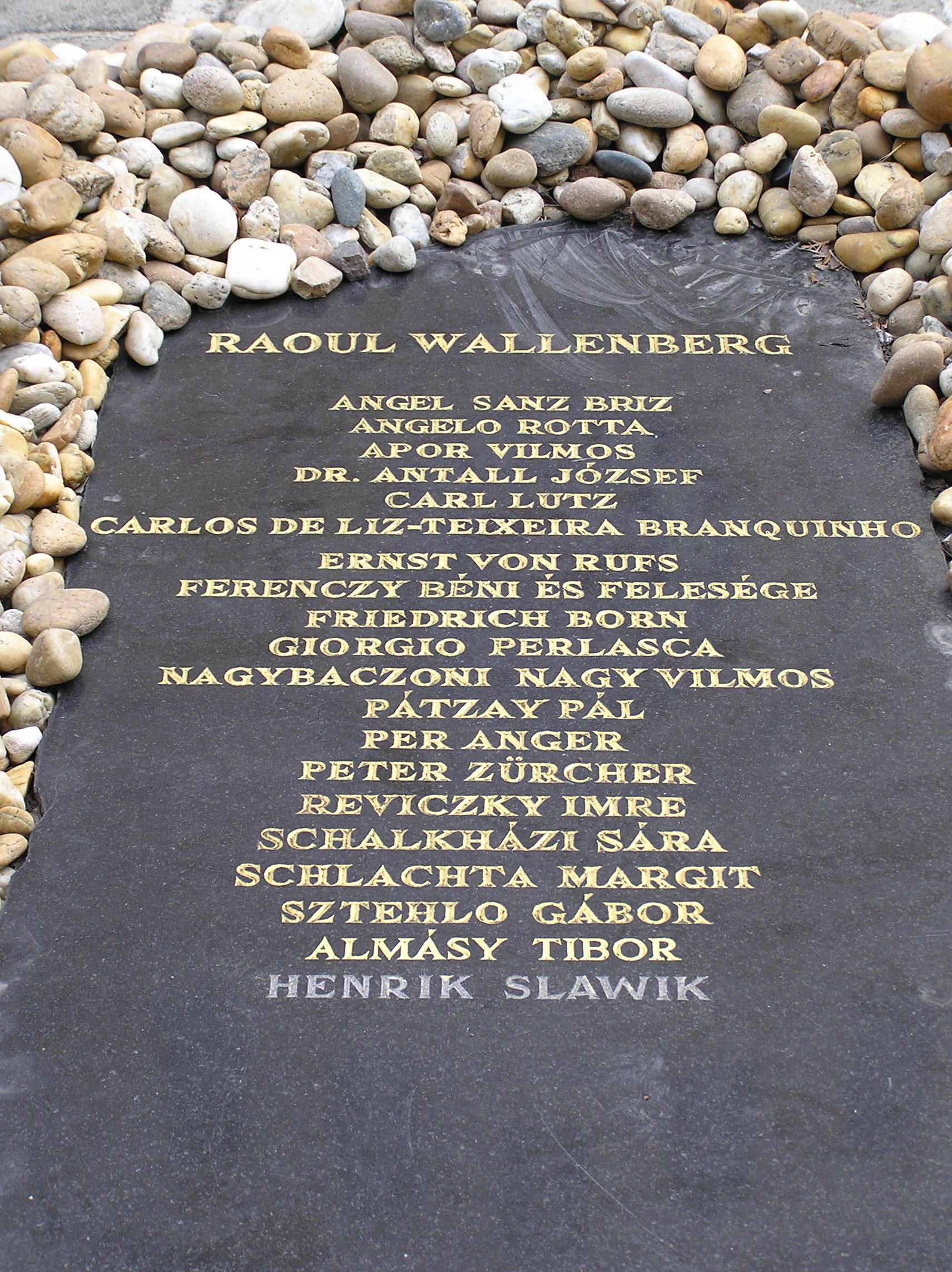
Memoriale dei Giusti tra le nazioni nel parco Raoul Wallenberg di Budapest; nella lista dei nomi, quello di Giorgio Perlasca

In Israele gli è stata dedicata una foresta, in cui sono stati piantati 10 000 alberi, a simboleggiare le vite degli ebrei da lui salvati in Ungheria. In Italia, su iniziativa del figlio Franco, è stata istituita la Fondazione Giorgio Perlasca. Molte scuole e vie gli sono state dedicate.
Nel 1997 è stato pubblicato da Il Mulino il suo memoriale, con il titolo L'impostore.
Giovanni Minoli ne ha riassunto la vicenda così:
(Giovanni Minoli)

## Onorificenze

### Estere
- Medaglia della Knesset (Parlamento Israeliano), Gerusalemme, 1989[27]
- Medaglia Raoul Wallenberg (Stati Uniti), 1990[27]
- Medal of Remembrance del Museo dell'Olocausto (Memorial Council), Washington, Stati Uniti (1990)[28]
- Invito a posare la prima pietra del Museo dell'Olocausto di Washington, Stati Uniti (1990)

## Opere
- Giorgio Perlasca, L'impostore, Il Mulino, 2007, ISBN 9788815060891.

## Filmografia
La RAI il 28 e 29 gennaio 2002, in occasione del giorno della memoria, ha mandato in onda il film TV Perlasca - Un eroe italiano, nel quale il ruolo di Perlasca è stato interpretato da Luca Zingaretti. Nel film viene raccontata la vita di Perlasca dal suo lavoro a Budapest fino al suo ritorno in Italia dopo la fine della guerra.